# 程思廉
程思廉（1235年—1296年），字介甫，元朝东胜州（今内蒙古托克托县）人。
至元年间，刘秉忠推荐他给太子真金，为枢密院监印。至元十二年（1275年）任监察御史，因为弹劾权臣阿合马，于是入狱。出为河北河南道按察副使、陕西汉中道按察使。至元二十七年（1290年），为云南行台御史中丞。元成宗时为河东山西廉访使。他担任宪官，刚正疾恶，言事剀切，好推荐人物。去世后，谥敬肃。